# A Description of a City Shower

A Description of a City Shower (« Une description d'une ville douchée ») est un poème écrit en 1710 par le poète anglo-irlandais Jonathan Swift.
Paru pour la première fois dans le magazine Tatler en octobre de la même année, il est considéré à l'époque comme son meilleur poème. Swift le concède : « Ils pensent que c'est la meilleure chose que j'ai jamais écrite, et je le pense aussi. »
Bonamy Dobrée a trouvé A Description of a City Shower ainsi que A Description of the Morning (en) — également publié dans le Tatler — « émancipateur, provocatricement anti-poétique (...) ne décrivant rien que le commun des poètes saisirait. »
Le sujet porte sur la vie urbaine moderne et l'artificialité de cette existence. Le poème parodie, dans certaines parties de sa structure et de la diction, les Géorgiques de Virgile. D'autres spécialistes suggèrent que le poème cherche à se moquer du style et du caractère de la manière dont la vie citadine de l'époque contemporaine était décrite par d'autres écrivains et poètes augustins.

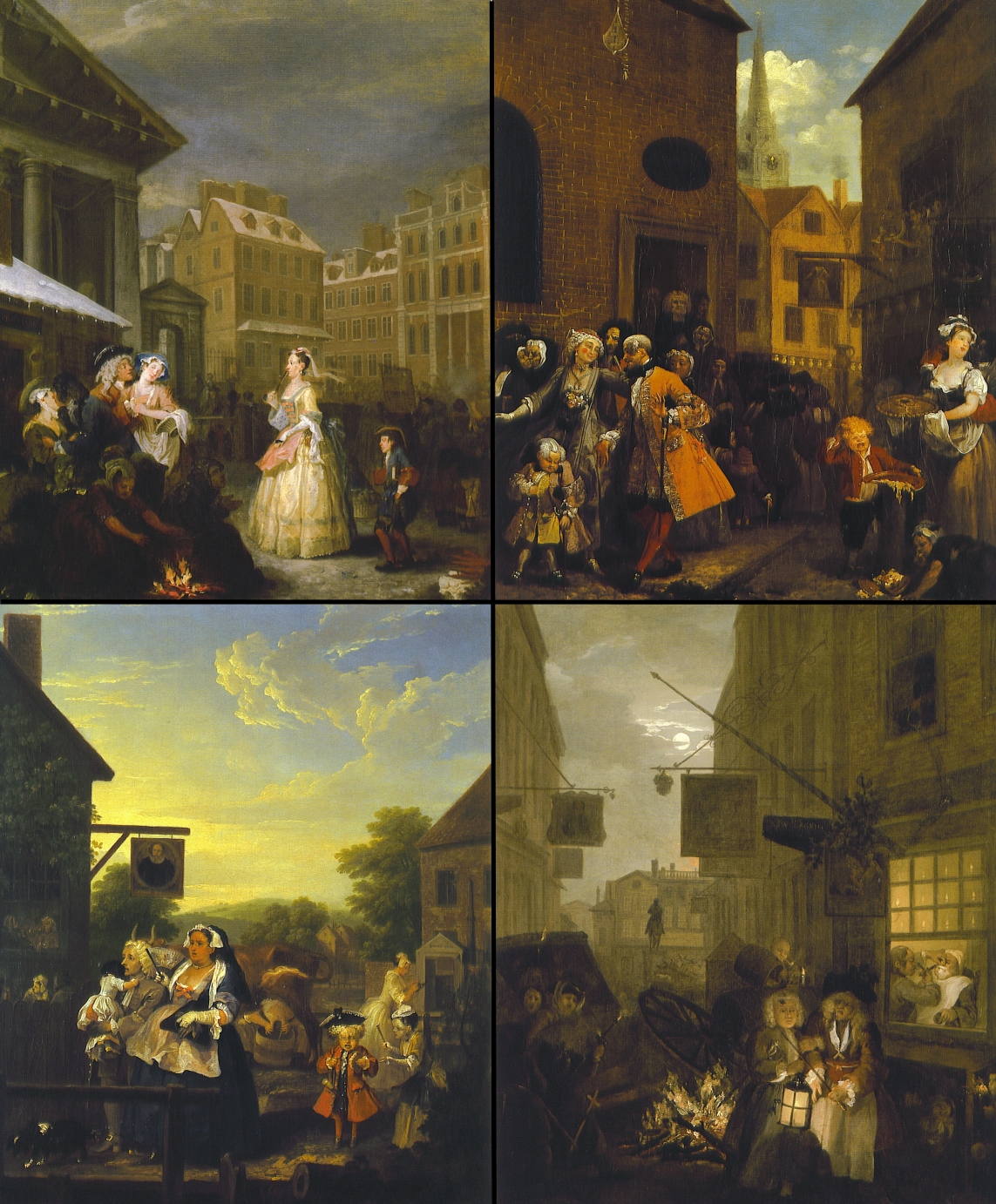
Les quatre tableaux de Four Times of the Day, de l'artiste William Hogarth, est fortement inspiré de A Description of a City Shower

Four Times of the Day (1736), de William Hogarth, l'une des plus célèbres productions de l'artiste, est fortement inspirée de A Description of a City Shower. Dans cette série de tableaux, puis estampes, Hogarth jette un éclairage humoristique sur la vie contemporaine à Londres, les mœurs des différentes couches sociales de la ville et les affaires banales de la vie quotidienne. Parmi les autres œuvres censées avoir inspiré Hogarth pour sa série, on compte un autre poème de Swift, A Description of the Morning, déjà cité, ainsi que Trivia de John Gay.

## Résumé
Le poème commence par la description de ce qu'il se passerait si une tempête arrivait : les chats arrêteraient de jouer et les toilettes sentiraient deux fois plus mauvais qu'habituellement. Au fur et à mesure que la tempête se rapproche, on voit s'approcher des nuages noirs menaçants et il commence à pleuvoir ; les gouttes de pluie sont comparées à des gouttes projetées par la vadrouille d'une femme de mauvaise réputation. Ces femmes pourraient être un contraste avec « Brisk Susan » (Susan la brusque), qui dépose son linge à la hâte. Pendant tout ce temps, la poussière et l'eau tourbillonnent pour former une sorte de ciment dans le manteau du poète.
Sous la pluie torrentielle, tous les citoyens s'empressent de trouver refuge : des dames font semblant de faire leurs courses, une couturière se blottit sous son parapluie et des rivaux politiques trouvent refuge ensemble. Ces personnages sont comparés à des héros grecs se cachant dans le cheval de Troie.
La pluie s'accentue davantage et les rues sont inondées, faisant remonter les déchets de la ville. À la fin du poème, Swift décrit les différents types de poubelles selon leur lieu de provenance, faisant une critique aiguisée de la population de Londres — non pour les déchets qu'ils ont produit, mais ceux qu'ils sont devenus, devenant explicite sur le type de personnes qui sont responsables du dépotoir qu'est devenu la ville.

## Le poème original
Careful observers may foretell the hour

(By sure prognostics) when to dread a shower.

While rain depends, the pensive cat gives o'er

Her frolics, and pursues her tail no more.

Returning home at night, you'll find the sink

Strike your offended sense with double stink.

If you be wise, then go not far to dine;

You'll spend in coach-hire more than save in wine.

A coming shower your shooting corns presage,

Old aches will throb, your hollow tooth will rage:

Sauntering in coffee-house is Dulman seen;

He damns the climate, and complains of spleen.

Meanwhile the south rising with dabbled wings,

A sable cloud athwart the welkin flings,

That swilled more liquor than it could contain,

And, like a drunkard, gives it up again.

Brisk Susan whips her linen from the rope,

While the first drizzling shower is born aslope;

Such is that sprinkling, which some careless quean

Flirts on you from her mop—but not so clean:

You fly, invoke the gods; then turning, stop

To rail; she singing, still whirls on her mop.

Not yet, the dust had shunned the unequal strife,

But, aided by the wind, fought still for life,

And wafted with its foe by violent gust,

'Twas doubtful which was rain, and which was dust.

Ah! where must needy poet seek for aid,

When dust and rain at once his coat invade?

Sole coat, where dust cemented by the rain

Erects the nap, and leaves a cloudy stain!

Now in contiguous drops the flood comes down,

Threatening with deluge this devoted town.

To shops in crowds the daggled females fly,

Pretend to cheapen goods, but nothing buy.

The Templar spruce, while every spout's a-broach,

Stays till 'tis fair, yet seems to call a coach.

The tucked-up sempstress walks with hasty strides,

While streams run down her oiled umbrella's sides.

Here various kinds, by various fortunes led,

Commence acquaintance underneath a shed.

Triumphant Tories, and desponding Whigs,

Forget their feuds, and join to save their wigs.

Boxed in a chair the beau impatient sits,

While spouts run clattering o'er the roof by fits;

And ever and anon with frightful din

The leather sounds; he trembles from within.

So when Troy chairmen bore the wooden steed,

Pregnant with Greeks, impatient to be freed

(Those bully Greeks, who, as the moderns do,

Instead of paying chairmen, run them through),

Laocoon struck the outside with his spear,

And each imprisoned hero quaked for fear.

Now from all parts the swelling kennels flow,

And bear their trophies with them as they go:

Filths of all hues and odours seem to tell

What streets they sailed from by their sight and smell.

They, as each torrent drives, with rapid force,

From Smithfield or St. 'Pulchre's shape their course,

And in huge confluence join at Snowhill ridge,

Fall from the conduit prone to Holborn Bridge.

Sweepings from butcher's stalls, dung, guts, and blood,

Drowned puppies, stinking sprats, all drenched in mud,

Dead cats, and turnips-tops, come tumbling down the flood.